# Giantin
Giantin‏ (Golgin B1) هوَ بروتين يُشَفر بواسطة جين Giantin في الإنسان.